# مؤسسة "التذكر والمسؤولية والمستقبل"
مؤسسة ذكرى ومسؤولية ومستقبل (بالألمانية: Stiftung Erinnerung، Verantwortung und Zukunft؛ المختصر EVZ)، هي منظمة اتحادية ألمانية تهدف إلى إتاحة التعويض المالي «للعمال القسريين السابقين والمتضررين من المظالم الأخرى من فترة الحزب النازي».

## خلفية

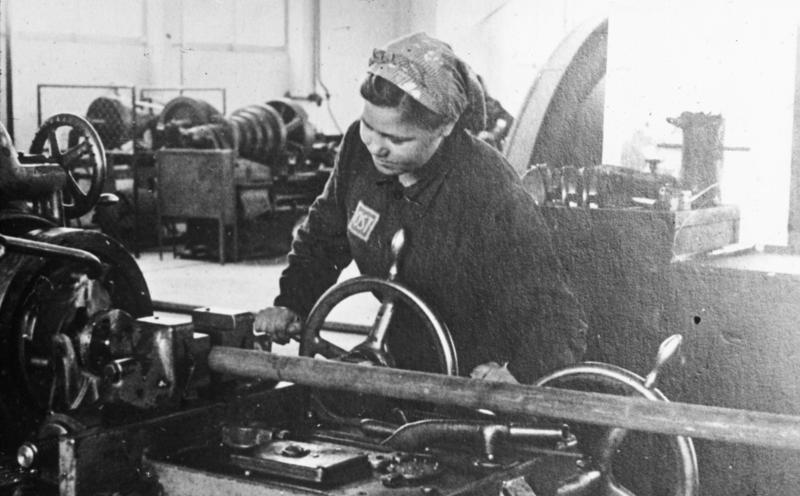
امرأة أوستأربايتر في مصنع إي غه فاربن أوشفيتز

طوال الحرب العالمية الثانية، تم نشر حوالي 8.4 مليون عامل قسري مدني من جميع أنحاء أوروبا و4.5 مليون أسير حرب كعبيد وعبيد في معسكرات الاعتقال النازية أو معسكرات العمل أو أماكن الاحتجاز الأخرى لأغراض صناعية أو زراعية أو إدارية عامة.

## الأساس

### تعويضات
تأسست المؤسسة في أغسطس 2000 بعد عدة سنوات من المفاوضات الوطنية والدولية التي مثل فيها الحكومة الألمانية أوتو جراف لامبسدورف. تم توفير رأس مال المؤسسة البالغ 10.1 مليار مارك ألماني (5.2 مليار يورو) بمبالغ متساوية من قبل 6500 شركة ألمانية لمبادرة مؤسسة الصناعة الألمانية والحكومة الفيدرالية الألمانية.
وقد تم دفع التعويضات بالتعاون مع المنظمات الدولية الشريكة في الدول المعنية أو التي تمثل المنظمات الدولية.
ويشرف على المؤسسة مجلس أمناءها، الذي يضم 27 عضوا من مختلف الدول. بين عامي 2001 و2007، تم دفع ما مجموعه 4.4 مليار يورو لأكثر من 1.66 مليون شخص في حوالي 100 دولة.
| بلد                                                         | منظمة شريكة                                  | عدد المستلمين                                           | المبلغ الإجمالي (مليون يورو)               |
| ----------------------------------------------------------- | -------------------------------------------- | ------------------------------------------------------- | ------------------------------------------ |
| إستونيا وبيلاروس                                            | مؤسسة البيلاروسية التفاهم والمصالحة          | بيلاروس: 120.000 إستونيا: 9000                          | بيلاروس: 325 إستونيا: 21                   |
| جمهورية التشيك                                              | صندوق المستقبل الألماني التشيكي              | 76000                                                   | 210                                        |
| بولندا                                                      | مؤسسة المصالحة البولندية الألمانية           | 484,000                                                 | 979                                        |
| روسيا لاتفيا وليتوانيا ودول أخرى سابقة في الاتحاد السوفياتي | المؤسسة الروسية التفاهم والمصالحة            | روسيا: 256000 لاتفيا: 13000 ليتوانيا: 12000 أخرى: 3,000 | روسيا: 426 لاتفيا: 23 ليتوانيا: 18 أخرى: 5 |
| أوكرانيا                                                    | المؤسسة الوطنية الأوكرانية التفاهم والمصالحة | 471000                                                  | 867                                        |
| عالمي                                                       | منظمة الهجرة الدولية (IOM)                   | 90,000                                                  | 386                                        |
| عالمي                                                       | مؤتمر حول المطالبات اليهودية ضد ألمانيا      | 159,000                                                 | 1,149                                      |
| مجموع                                                       |                                              | 1,665,000                                               | 4,400                                      |

تعتمد المدفوعات الفردية على معايير مختلفة مثل
- نوع الاحتجاز وظروفه
- نوع العمل الجبري
- الترحيل القسري

تلقى نزلاء معسكر اعتقال أو حي يهوطي أو من في ظروف مماثلة تعويضًا يصل إلى 7670 يورو.
حصل الأشخاص الذين تم ترحيلهم بالقوة إلى ألمانيا أو البلدان التي تحتلها ألمانيا وعاشوا رهن الاحتجاز أو ظروفًا مماثلة على تعويض يصل إلى 2560 يورو. تلقى الأشخاص الذين يعملون في الزراعة ما يصل إلى 2500 يورو.

### مستقبل المشروع
تم تخصيص 358 مليون يورو من رأس مال المؤسسة لمؤسسة مانحة من أجل توفير تمويل للمشروع بمبلغ سنوي قدره 8 ملايين يورو. يستخدم هذا في المقام الأول لدعم البرامج والمشاريع الدولية في
- فحص نقدي للتاريخ،
- العمل من أجل حقوق الإنسان
- الالتزام بضحايا الاشتراكية الوطنية.

اعتبارًا من كانون الثاني (يناير) 2008، أنفقت المؤسسة 34.3 مليون يورو ودعمت 1300 مشروعًا في جميع أنحاء العالم منذ تأسيسها مثل «قطار الذكرى»، وهو مشروع لإحياء دور السكك الحديدية الألمانية في المحرقة  وLeo Baeck - برنامج لرفع الوعي بـ «التراث الفكري والثقافي لليهودية باللغة الألمانية في المدارس والجامعات».

## ذات صلة
التعويض عن الألمان الذين استخدموا كسخرة بعد الحرب ليس من الممكن الادعاء في ألمانيا، تمت إزالة الإمكانية من خلال قانون التقادم منذ 29 سبتمبر 1978.